# Lytta pullata
Lytta pullata là một loài bọ cánh cứng trong họ Meloidae. Loài này được Berg miêu tả khoa học năm 1889.